# Horodîșce, Andrușivka
Horodîșce (în ucraineană Городище) este un sat în comuna Minkivți din raionul Andrușivka, regiunea Jîtomîr, Ucraina.

## Demografie
Componența lingvistică a localității Horodîșce
     Ucraineană (91,63%)
     Rusă (8,37%)
Conform recensământului din 2001, majoritatea populației localității Horodîșce era vorbitoare de ucraineană (91,63%), existând în minoritate și vorbitori de rusă (8,37%).